# 寒風中的擁抱 (小泉今日子單曲)
《寒風中的擁抱》（日语：木枯しに抱かれて），是日本女歌手小泉今日子的第20張單曲。1986年11月19日發行。

## 簡介
是小泉今日子第二次主演的東映電影《別對我的女人出手》的主題曲。與小泉以往多數歌曲活潑、可愛、輕快的風格相反，是小泉在1980年代少有的的悲傷情歌。歌詞描寫女主人公傷心單戀的心路歷程，那斬不斷的愛戀如同被寒風擁抱的痛苦。
與1980年松山千春發行的專輯《寒風中的擁抱》同名，但旋律和歌詞都不一樣。
連續三週蟬聯TBS音樂節目《The Best Ten》的冠軍，是小泉在《The Best Ten》排行榜上創下最好的成績。
但在Oricon公信榜排行上未能取得週冠冠軍，最高排行第3位。Oricon統計總銷量達27.9萬張，是1987年度日本單曲銷量第11位。是小泉1980年代的單曲在Oricon年榜排行最高的位置。
小泉以這首歌連續第4年被邀請上NHK紅白歌合戰（1987年）上演出。
原詞曲作者高見澤俊彦所屬樂團｢THE ALFEE｣在1987年發行的單曲《蒼玉之瞳》重新演繹這首歌，作為單曲的B面曲收錄。但是標題改為，多了省略號；節奏和歌詞也有所變化。
1991年11月和另一張單曲《The Stardust Memory》8cm CD化再發售。

## 收錄曲目
1. 寒風中的擁抱（木枯しに抱かれて）
  - 作詞、作曲：高見澤俊彦（日语：高見沢俊彦）；編曲：井上鑑（日语：井上鑑）
2. Blueage Dream
  - 作詞、作曲：高見澤俊彦；編曲：井上鑑

### 寒風中的擁抱／The Stardust Memory
1. 寒風中的擁抱（木枯しに抱かれて）
2. The Stardust Memory
3. 寒風中的擁抱（Karaoke）
4. The Stardust Memory（Karaoke）

## 翻唱
本專輯的主打歌曲《寒風中的擁抱》也有以下的翻唱/改編版本：
- 1987年3月11日：THE ALFEE，為詞曲作者的自翻唱，收錄於專輯《苍玉之瞳（日语：サファイアの瞳）》
- 1988年11月：周慧敏，改編為粵語版本，歌名為〈創造未來〉，收錄於迷你專輯《Vivian Chow》
- 1991年3月：徐雯倩，改編為國語版本，歌名為〈美麗的預謀〉和〈輕輕入眠〉（同曲異詞的兩首歌曲），收錄於專輯《美麗的預謀》
- 1995年9月27日：Roxanne，改編為英語版本，歌名為〈Fleeting Love〉，收錄於專輯《the ALFEE MEETS dance》
- 2003年2月26日：Springs（日语：Springs），收錄於同名單曲
- 2004年4月21日：片瀨那奈，收錄於專輯《EXTENDED（日语：EXTENDED）》
- 2007年6月6日：音速LINE（日语：音速ライン），收錄於單曲《戀歌（日语：恋うた (音速ラインの曲)）》c/w曲
- 2007年7月11日：泉此方（平野綾），收錄於專輯《電視動畫《幸運☆星》片尾主題曲集 ～那一天在KTV包廂的日子～（日语：TVアニメ『らき☆すた』エンディングテーマ集 〜ある日のカラオケボックス〜）》
- 2007年12月5日：大山百合香（日语：大山百合香），收錄於迷你專輯《6 tear drops》

## 外部連結
- 寒風中的擁抱／The Stardust Memory 唱片介紹（页面存档备份，存于）